# Izrazoslovje problemskega šaha
Terminologija problemskega šaha
Tu je seznam izrazov uporabljanih v problemskem šahu. Glej tudi seznam pravljičnih figur in seznam splošnih šahovskih izrazov.
- albino (belček) – problem v katerem beli kmet v rešitvi opravi vse štiri možne poteze z začetnega polja. (npr. kmet e2 ima poteze e3, e4, exd3 in exf3). Če gre za črnega kmeta se problem imenuje Pickaninny (zamorček).

- ALU oz AUW – Allumwandlung (vse pretvorbe) – problem, kjer v rešitvi s promocijo kmeta nastopijo promocije v vse možne figure (dama, trdnjava, lovec in skakač), v pravljičnem šahu pa lahko tudi v pravljične figure.

- aristokrat – problem v katerem ne nastopajo kmetje.

- Babson task – problem v katerem se na vsako belo promocijo (D, T, L, S) črni odgovori s promocijo v istovrstno figuro. Allumwandlung v ekstremni obliki.

- direktni mat – mat v n potezah. Izraz se uporablja za ločevanje teh problemov od samomata, pomožnega mata in drugih.

- dokazna partija (proof game), – vrsta problema, kjer mora reševalec konstruirati partijo, ki enolično pripelje do dane pozicije. Bolj pogosto imenovano tudi najkrajša dokazna partija (shortest proof game SPG), vrsta retrogradne analize.

- dual – če beli nima v vsaki varianti samo ene možnosti. Nekateri menijo, da dual razvrednoti problem, drugi ga dovoljujejo.

- dvojček (Twins) – dva ali več problemov, ki se malenkostno razlikujejo med seboj. Razlika je običajno v premiku figure, dodajanju ali odvzemanju, premik ali podobno.

- dvopoteznik – problem direktnega mata v dveh potezah.

- excelsior (najboljši) – problem v katerem kmet z začetnega polja na drugi vrsti odkoraka v promocijo. Ime je dobil po Loydovem problemu.

- Grimshaw – delovanje dveh črnih figur, ki sta si na nekem polju v medsebojno v napoto.

- grožnja – poteza belega, s katero grozi črnemu. Problemi brez grožnje so nujnice.

- interferenca (sečišče) – ena figura zapira linijo delovanja druge figure. Različni tipi sečišč so običajno imenovani po avtorjih: Grimshaw, Novotny, anti-Bristol, Holzhausen, Würzburg-Plahuta in Plahuta.

- ključ (Key) – prva poteza rešitve. Če ima problem več kot en ključ, je razkuhan.

- kroženje (Round trip) – figura zapusti izhodiščno polje in se v nekaj potezah po krožni poti vrne nazaj. Glej tudi povratek.

- maksimalist – problem v katerem mora črni vleči geometrijsko najdaljše poteze. Če sta dve enako dolgi lahko izbere poljubno. Pogosto uporabljeno v samomatih.

- Meredith – problem, ki ima med vključno osem in dvanajst figur.

- miniatura - problem z manj kot osmimi figurami.

- Novotny – presečišče, ki ga ustvari žrtvovana bela figura, ki jo lahko vzameta dve črni figuri, ki

se s tem ovirata. V bistvu je to sečišče Grimshaw ustvarjeno z žrtvijo na presečišču delovanja obeh črnih figur (kritičnem polju).
- nujnica – problem v katerem ključna poteza ne predstavlja nobene grožnje, pač pa črni z vsako potezo odpre možnosti za mat.

- pickaninny (zamorček) – problem v katerem črni kmet v rešitvi opravi vse štiri možne poteze z začetnega polja. Če gre za belega kmeta se problem imenuje albino (belček).

- Plahuta – na presečišču dveh istovrstno gibajočih se črnih figur (npr. dama in lovec) ustvarjeno kritično polje z žrtvijo bele figure.

- pomožni mat (helpmate) - beli in črni sodelujeta pri matiranju črnega kralja v predpisanem številu potez. Običajno tukaj prvi vleče črni. Glej tudi dupleks.

- povratek (Switchback) – figura zapusti polje in se vrne nazaj.

- pravljični šah (fairy chess) – šah s spremenjenimi pravili (variante šaha) imenovan tudi neortodoksni oz. heterodoksni šah. Primeri so circe, maksimalist, pravljične figure in drugačne šahovnice (valj, mrežna šahovnica).

- predhodnik (Anticipated problem) – če je kompozitor nevede uporabil že obdelano tema oz. idejo na enak način kot kdo prej, rečemo , da ima problem predhodnika. Postava ni nujna enaka, lahko je samo podobna. Če je storjeno namenoma gre za plagijat. Predhodnikov seveda ne opazimo nujno takoj.

- razkuhan problem (cook) – druga rešitev, ki je sestavljavec ni predvidel. Dokler problemov niso preverjali z računalniki so bili objavljeni problemi pogosto razkuhani, danes se redkeje pojavljajo.

- refleksni mat (Reflexmates) - Samomat kjer mora vsak igralec dati mat v eni potezi, če ga lahko. Če velja pogoj samo za črnega se imenuje semi-refleksni mat.

- retrogradna analiza, retroanaliza – sklepanje o potezah, ki so pripeljale do dane pozicije. Problem je lahko povsem retroanalitičen (kot npr. najkrajša dokazna partija) ali pa je retroanaliza uporabljena v običajnih problemih za dokazovanje rokade ali jemanje mimogrede.

- S – v običajnem šahu v algebraičnem zapisu črka N v angleški različici označuje skakača (knight). V problemskem šahu pa skakača označuje S (nemško Springer), črka N pa je rezervirana za popularno pravljično figuro nightrider (nočni jahač).

- samomat (Selfmate) - beli vleče prvi in prisili črnega da ga (belega) matira.

- serijski problem (Series-movers) - Ena stran vleče zaporedje potez, da doseže predpisani namen. Vsaka od do sedaj omenjenih kategorij je lahko serijska: serijski mat, serijski pomožni mat, serijski samomat, serijski refleksni mat.

- stranska igra – variante, ki niso neposredno povezane s temo.

- tema – ideja, skrita v problemu.

- tropoteznik – problem direktnega mata v treh potezah.

- valjasta šahovnica – igralna plošča kjer sta a in h linija spojeni v pokončni valj ali pa sta prva in osma vrsta spojeni v vodoravni valj. Kombinacija obeh je svitek (torus), lahko pa sestavimo probleme tudi na drugih topoloških objektih (Kleinova steklenica ipd.)

- večpoteznik – problem direktnega mata v več kot treh potezah. Na turnirjih so običajno problemi razdeljeni v dvopoteznike, tropoteznike in večpoteznike.

- verzija' (v)' – različica problema, ki je popravek že obstoječega, npr. za izboljšanje ekonomičnosti ali za odpravo razkuhanja.